# Benoît Poulain
Benoît Poulain (Montpellier, 27 de julio de 1987) es un futbolista francés que juega de defensa.

## Clubes
| Club            | País    | Año       |
| --------------- | ------- | --------- |
| Nîmes Olympique | Francia | 2006-2014 |
| K. V. Kortrijk  | Bélgica | 2014-2016 |
| Club Brujas     | Bélgica | 2016-2019 |
| Kayserispor     | Turquía | 2019      |
| K. A. S. Eupen  | Bélgica | 2020-2022 |
| Nîmes Olympique | Francia | 2022-2023 |

## Palmarés

### Títulos nacionales
| Título               | Club        | País    | Año  |
| -------------------- | ----------- | ------- | ---- |
| Supercopa de Bélgica | Club Brujas | Bélgica | 2016 |
| Pro League           | Club Brujas | Bélgica | 2018 |
| Supercopa de Béglica | Club Brujas | Bélgica | 2018 |